# Xipamide
La xipamide è un composto chimico di formula {\displaystyle {\ce {C15H15ClN2O4S}}} che in condizioni standard si presenta come una polvere bianco-crema.

## Caratteristiche strutturali e fisiche
È un membro delle benzammidi. Si tratta di un derivato dell'acido salicilico e presenta una somiglianza strutturale con il clortalidone. Sebbene strutturalmente correlato al clortalidone, xipamide non è un tiazidico. Il composto risulta solubile in DMSO.
| N. di atomi pesanti                  | 23            |
| N. di donatori di legami a idrogeno  | 3             |
| N. di accettori di legami a idrogeno | 5             |
| N. di legami ruotabili               | 3             |
| Massa monoisotopica                  | 354,0441058 u |
| Superficie polare                    | 118 Å²        |
| Refrattività                         | 90,62 m3/mol  |
| Polarizzabilità                      | 34,43 Å3      |

## Reattività e caratteristiche chimiche

### Spettri analitici
- GC-MS[7]
- LC-MS[8]

## Farmacologia e tossicologia

### Farmacocinetica
Dopo somministrazione orale di xipamide 20 mg, le concentrazioni plasmatiche massime di circa 3 mg/L si raggiungono entro 1 ora. Calcolata tramite l'AUC dopo somministrazione endovenosa e orale, la biodisponibilità assoluta è del 73%. È legato alle proteine plasmatiche (99%), pertanto ha un inizio d'azione ritardato e un effetto prolungato. Xipamide viene coniugato con il glucuronide e, nelle prime 24 ore dopo la somministrazione, il 26% della dose viene escreto in forma coniugata, mentre dal 40 al 55% rimane inalterato.
Il suo volume di distribuzione è pari a 10 - 21 l. L'escrezione urinaria è pari all'88% dopo 96 ore da una dose singola di 35S-xipamide somministrata per via orale o endovenosa. L'emivita di eliminazione nei soggetti sani è stata riportata tra 5,8 e 8,2 ore dopo somministrazione orale. Nei pazienti con insufficienza renale, l'emivita è prolungata.
Tuttavia, poiché la clearance extrarenale rimane costante con l'aumento dell'insufficienza renale e quindi diventa proporzionalmente più importante, è improbabile che xipamide si accumuli in modo significativo in caso di insufficienza renale.

### Farmacodinamica
Xipamide agisce sui tubuli contorti distali e ha un debole effetto inibitorio sull'anidrasi carbonica. Il suo profilo farmacodinamico mostra un'efficacia diuretica simile a quella del furosemide a dosi fino a 40 mg, ma l'inizio e la durata dell'azione sono comparabili a quelli dell'idroclorotiazide.
L'efficacia di xipamide, alla dose di 20-40 mg una volta al giorno nei pazienti con ipertensione lieve o moderata, è comparabile a quella di bendrofluazide (5 mg), bumetanide (1 mg) o idroclorotiazide (50 mg) quando utilizzato da solo in pazienti appena trattati o già in terapia.
La diuresi indotta da xipamide nell'arco di 24 ore è equivalente a quella di una dose uguale di frusemide, ma l'inizio e la durata dell'azione di xipamide somigliano a quelli dell'idroclorotiazide.
L'effetto natriuretico di xipamide è dose-dipendente, con un aumento progressivo dell'escrezione di sodio nelle 24 ore fino a una dose di 40 mg al giorno, sebbene in uno studio a dose singola su volontari l'escrezione di sodio con xipamide 40 mg al giorno fosse solo marginalmente superiore a quella con 20 mg al giorno. A differenza della frusemide, xipamide non provoca un effetto di "rimbalzo" dopo la natriuresi iniziale, ma, come la frusemide, induce diuresi nei pazienti con insufficienza renale marcata.
I rapporti sodio/potassio urinari dopo somministrazione orale di xipamide da 20 a 60 mg non sono significativamente diversi da quelli osservati con idroclorotiazide 50 e 100 mg o frusemide 40 mg. Tuttavia, ci sono alcune evidenze che il rapporto sodio/potassio sia più favorevole con xipamide rispetto al clortalidone.
Xipamide 40 mg, somministrato come dose singola, non ha mostrato un effetto kaliuretico quando la clearance della creatinina era inferiore a circa 25 ml/min. La perdita di potassio indotta dal composto può essere prevenuta mediante somministrazione concomitante di triamterene, e per l'uso clinico è stata sviluppata una compressa combinata contenente xipamide e triamterene in un rapporto di 1:3.
Gli studi condotti su soggetti sani hanno dimostrato che il composto riduce la clearance dell'acqua libera e aumenta la clearance osmolare durante la diuresi massima indotta dall'acqua. Xipamide si è comportato in modo simile all'idroclorotiazide anche durante la massima idropenia, suggerendo che il suo sito d'azione sia nei tubuli contorti distali. Tuttavia, xipamide assomiglia alla frusemide nella produzione di diuresi in caso di insufficienza renale e ha mostrato un effetto additivo rispetto all'idroclorotiazide negli animali, suggerendo un meccanismo d'azione leggermente diverso da quello dei tiazidici.

### Effetti del composto e usi clinici
È un farmaco a piccole molecole che è stato studiato principalmente per il trattamento dell'ipertensione essenziale da lieve a moderata, con pochi studi controllati sul suo utilizzo negli stati edematosi. Come il metolazone, occupa una posizione intermedia tra i due principali gruppi di diuretici e può essere utilizzato in caso di insufficienza renale.

### Controindicazioni ed effetti collaterali
Xipamide è generalmente ben tollerato ai dosaggi utilizzati per trattare l'ipertensione lieve o moderata. Gli effetti collaterali più frequentemente riportati includono sintomi gastrointestinali lievi, anoressia o nausea (incidenza del 2-4%) e stanchezza e affaticamento (3-8%). Capogiri, spesso posturali, e vertigini si sono verificati raramente e probabilmente erano correlati all'entità della riduzione della pressione sanguigna.
Xipamide, come i diuretici tiazidici e dell'ansa, provoca una perdita netta di potassio. Sono stati segnalati occasionalmente cali significativi del potassio sierico fino a concentrazioni di 2,2 mmol/L e casi di ipokaliemia sintomatica. Come previsto, xipamide ha causato piccoli aumenti della media dell'urea nel sangue e delle concentrazioni di urati sierici in alcuni studi, oltre a occasionali aumenti della glicemia e dei lipidi plasmatici nei pazienti diabetici.

### Tossicologia
| Organismo | Somministrazione | Dose        | Effetti                                 |
| --------- | ---------------- | ----------- | --------------------------------------- |
| Topo      | orale            | 877 mg/kg   |                                         |
| Topo      | ip               | 520 mg/kg   | Atassia, coma, depressione respiratoria |
| Topo      | sc               | 1480 mg/kg  | Atassia, coma, depressione respiratoria |
| Cane      | orale            | >1500 mg/kg |                                         |
| Cane      | iv               | >50 mg/kg   |                                         |
| Ratto     | orale            | 1640 mg/kg  | Atassia, coma, depressione respiratoria |
| Ratto     | ip               | 320 mg/kg   | Atassia, coma, depressione respiratoria |

### Interazioni
L'aggiunta di xipamide 20-40 mg al giorno a regimi contenenti beta-bloccanti, farmaci bloccanti i neuroni adrenergici e/o metildopa ha portato a una ulteriore riduzione della pressione sanguigna.